# Ad hominem
 Тази статия е за реторическия термин.  За музикалната група вижте Ad Hominem (група).  
Ad hominem (ад хоминем, от лат.: „към/срещу човека“ или „към/срещу личността“), още argumentum ad hominem (аргумент към човека) или лична нападка се нарича аргумент в логиката, реториката и критичното мислене, който е насочен към личността на опонента, а не към неговия аргумент. Обичайно се класифицира като неформална логическа грешка и по-точно – като ирелевантност, която отклонява вниманието на опонента и аудиторията от темата на диспута, и ги насочва към личните качества на атакувания.
Някои автори различават различни подвидове логически заблуди: ad personam („към личността“) – личностни нападки, състоящи се в критика или оскърбление на опонента; ad hominem circumstantiae – обяснение на гледната точка на опонента чрез заобикалящи го обстоятелства; ad hominem tu quoque („ти също“) – насочване на вниманието към това, че опонентът подлежи на критика със своя собствен аргумент.

## Същност
Аргумент срещу човека е налице когато заключението на опонента се отхвърля само въз основа на някаква негова личностна характеристика. Този аргумент е измамен, тъй като това кой изказва даден аргумент е ирелевантно към въпроса дали този аргумент сам по себе си е добър или не. Качеството на аргумента следва да се оценява въз основа на истинността на предпоставките му и логическата връзка между предпоставки и заключение, а не въз основа на източника на аргумента.
От логическа гледна точка аргументацията ad hominem има следната форма:
P1: Човек „A“ твърди „X“.
P2: За „А“ е известно нещо неприемливо или дискредитиращо.
——————————————————————————————
∴ Следователно твърдението „Х“ е невярно.
и следователно може да се приеме като логическа грешка, като неверен силогизъм.
В такава форма логическата некоректност на дадения пример е очевидна: фактът, че лицето, твърдящо нещо, може да бъде характеризирано с някаква отрицателна черта, не може да повлияе на верността на неговото твърдение.
Не всеки аргумент, който атакува личността обаче е логически грешен. Логическата грешка се случва тогава, когато (1) участник в диспут отхвърли аргумент или твърдение на другиго и (2) участникът атакува личността, която представя този аргумент или твърдение, вместо да оцени качествата на самия аргумент. Следният абзац е пример за персонална критика, която не е логически погрешна:
Вследствие на идеологическите своеволия на Сталин са измрели милиони хора.
Сталин безспорно е един от най-бруталните диктатори на XX век.
Тази лична нападка не е логически погрешна, тъй като тя не атакува аргумент на Сталин, който да бъде отхвърлен на основата на личните му качества. Липсва погрешното твърдение, че даден аргумент на Сталин трябва да бъде отхвърлен, защото самият Сталин е бил лош човек. Когато обект на обсъждане е самата личност, атаката срещу нея не е логически погрешна. Не е налице и логическа грешка, когато в съдебно заседание се преценява достоверността на свидетелски показания. Така например личен интерес на свидетел може да компрометира показанията му като доказателство. Такъв личен интерес не означава автоматично, че свидетелят лъже, но ако показанията на този свидетел са единствената основа, на която може да се вземе решение, достоверността им има значение. Твърденията, че нечий аргумент е неверен, защото му е платено, за да излъже, или защото е бил под влияние на опиати, също попадат извън кръга на логическата грешка.
Аргумент към личността имаме и когато се пренасят позитивни, а не само негативни черти от личността към аргумента ѝ. Така например логически грешно би било дадена информация да се кредитира като достоверна или даден аргумент – като правилен, само защото личността, която ги изказва, се ползва с добра репутация.

## Видове

### Към личността (ad personam)
Оскърбителен ad hominem или ad personam. Обикновено включва обида или опит да се унизи опонента, като се посочат факти, характеризиращи самия опонент, но нямащи никакво отношение към неговата/нейната аргументация. Основният принцип на този вид ad hominem е да се създаде обща отрицателна представа за личността на опонента, а следователно да се създаде и впечатление за неговата аргументация като произхождаща от източник, незаслужаващ доверие. Тази тактика е логически грешна, защото обидите и отрицателните факти за характера на опонента нямат логическа връзка с верността на неговите аргументи или твърдения.
Примери:
- „Не може да вярваш на Иван, когато той казва, че предлаганата политика ще помогне на икономиката. Та той самият е безработен“.
- „Предлаганото от кандидатката Милена райониране на града е смешно. Та самата тя има глоба за неправилно паркиране през 2003 г.“
- "Иван Костов не разбира нищо от капитализъм, защото е публикувал статия в „Работническо дело“ след 10 ноември 1989 г."

Такъв оскърбителен ad hominem може да се използва и при оценяването на творби на културата, базирани на поведението на твореца или на отношението към него на някоя известна личност, например:
- "Това, че „Борис Годунов“ е била любимата опера на Сталин, доказва, че самата опера може да се харесва само на диктатори."
- „Херберт фон Караян е бил нацист, следователно той е слаб диригент.“

### Към обстоятелствата (ad hominem circumstantiae)
Ad hominem circumstantiae указва, че някой е попаднал при такива обстоятелства, които карат опонента да приеме определена позиция или изрази определено мнение. Ad hominem circumstantiae представлява атака, основана на недостоверност на източника. Тази атака ad hominem circumstantiae е също грешна, защото фактът, че опонентът е изказал едно определено мнение или е заел определена позиция, не прави неговата аргументация по-малко вярна.
Пример:
- „Той е зависим от никотина. Естествено, че ще защитава тютюнопушенето.“

### Ти също (tu quoque)
Ad hominem tu quoque („ти също“) се отнася до твърдение, че човекът, използващ даден аргумент, е действал или говорил в противоречие със собствените си твърдения. Когато едно лице „А“ критикува действията на лицето „Б“, отговор в стил „ти също“ би бил, че „А“ е извършвал същото, за което сега критикува „Б“. Аргументът е неправилен, защото не отхвърля верността на твърдяното. „А“ може да е лицемерен, но от логическа гледна точка неговото твърдение не става по-малко вярно. Всъщност „А“ може да използва личния си опит в подкрепа на своето твърдение.
Пример:
- Бащата може да казва на сина си, че последният ще съжалява, че е започнал да пуши. Синът може да отбележи, че баща му сам е стар пушач. Това не променя факта, че когато синът остарее, може да съжалява, че е започнал да пуши.